# Le Vieil-Évreux

Le Vieil-Évreux este o comună în departamentul Eure, Franța. În 1 ianuarie 2022 avea o populație de 840 de locuitori.